# Місячна вулиця
Мі́сячна ву́лиця — вулиця в Солом'янському районі міста Києва, селище Жуляни. Пролягає від безіменного проїзду поруч з вулицею Ганни Арендт (офіційно — від цієї вулиці) до комунального підприємства «Київпастранс» (тролейбусне депо) (вулиця Михайла Максимовича, 32-А).

## Історія
Вулиця виникла в 1-й половині 2010-х років. Сучасна назва — з 2015 року.